# السجل القطبي (مجلة)
السجل القطبي أو بولارريكورد (بالإنجليزية: Polar Record)‏ هي مجلة أكاديمية فصلية تخضع لمراجعة الأقران وتغطي جميع جوانب البحث والاستكشاف في القطب الشمالي والقطب الجنوبي، يديرها معهد سكوت بولار للأبحاث وتنشرها مطبعة جامعة كامبريدج . بدأت المجلة في الصدور منذ عام 1931 ورئيس تحريرها هما الدكتور نيكولاس سيلهايم (جامعة هلسنكي) والدكتور تريفور ماكنتاير (جامعة جنوب إفريقيا).

## الاستخلاص والفهرسة
المجلة مستخلصة ومفهرسة في:
- بروكويست
- مؤشر الاقتباس العلمي
- المحتويات الحالية
- سجل علم الحيوان [الإنجليزية]
- مراجعات بايوسيس [الإنجليزية]
- مركز الزراعة والعلوم البيولوجية الدولية [الإنجليزية]
- سكوبس

في عام 2019، كان عامل التأثير للمجلة يبلغ 0.84. 

## تاريخ المجلة
تأسست المجلة في عام 1931 على يد معهد سكوت للأبحاث القطبية الذي تأسس بدوره في عام 1926. وجاء في مقدمة العدد الأول من المجلد الأول أن المجلة صدرت لمواجهة التحديات المتعلقة بـ "الكثير من الاستكشاف والاستغلال في المناطق القطبية، والتي تظهر في أشكال ولغات مختلفة"، وأنه "في الأساس، ستحاول تسجيل أهم الأحداث القطبية التي وقعت خلال الستة أشهر السابقة؛ ولكن من المأمول أن يوسع نطاق المجلة تدريجياً. ويتمثل الجزء الرئيس من المجلة، بالتالي، في ملخص لأخبار القطب المستخلصة من أفضل المصادر المتاحة...". وقررت لجنة الإدارة أن يكون مدير معهد سكوت للأبحاث القطبية هو أيضاً المحرر. وبالتالي، أصبح فرانك ديبنهام، الذي كان مدير المعهد في ذلك الوقت، المحرر المؤسس للمجلة. 
منذ بدء صدورها في عام 1931 وحتى عام 1953، كان كل مجلد ثلاثي السنوات، وينشر العدد كل ستة أشهر. وبين عامي 1954 و 1987، أصبحت المجلدات سنوية، مع نشر ثلاثة أعداد كل عام ابتداءً من عام 1955. في عام 1988، أصبح كل مجلد سنويًا، مع نشر العدد ربع سنويًا.